# شونكي (قرية)
قرية شونكي هي قرية أثيوبية أثرية عمرها 900 عام تقع على قمة جبل شونكي في منطقة أمهرة الأثيوبية.

## الموقع
تقع على قمة جبل شونكي في منطقة أمهرة في إثيوبيا، وتحتوي على بوابتين يقوم على حراستهما بعض أبناء القرية، كما يوجد فيها مسجد شونكي الذي يتخذه السكان مكاناللعبادة ولحفظ القرآن الكريم وإلقاء الدروس الدينية.

## السكان
عاش حوالي 500 عائلة في القرية، وحاليا لم يبق سوى 250 عائلة، حيث غادر نصف السكان بحثا عن الأراضي الزراعية في أسفل التل، ويفضل القرويون في هذه القرية العيش في منازل تقليدية مبنية بالحجارة، على حياة «المدن» في إثيوبيا.